# شروق أمين
شروق أمين (ولدت عام 1967) هي فنانة تشكيلية كويتية. ولدت شروق امين في الكويت عام 1967 من اب كويتي وام سورية. توفى والدها وهي في الحادية عشر من عمرها. حصلت على درجة البكالوريوس في الادب الإنجليزي من جامعة الكويت عام 1988 وشهادة الماجستير في الادب الحديث من جامعة كينت عام 1989. حصلت على شهادة الدكتوراة في الكتابة الابداعية من كلية وارنبورج عام 2007, حيث تخصصت في الفن المستوحى من الشعر.
تعمل شروق امين مُحاضرة في جامعة الكويت، حيث تترأس وحده اللغة الإنجليزية بكلية إدارة الأعمال.
منذ أول معرض فردي لها في عام 1992, تطورت اعمالها لاستكشاف الدين والجنس، متحدية بذلك الحدود الثقافية والمجتمعية. في عام 2009 و2010 قامت بعرض فتيات المجتمع في الكويت ولندن. موضوع معرضها عام 2012 في معرض ال.ام "AL M Gallery", «انه عالم الرجال», كان عن رجال في دول مجلس التعاون الخليجي. قام مسؤولو مدينة الكويت بأغلاق المعرض بعد ثلاث ساعات من افتتاحة، معتبرين المحتوى «إباحيآ». وفقآ لما صرحتة شروق امين فإن الشرطة ركزت على عمل يصور ثلاث رجال يلعبون الورق فيما يتناولون شراب العنب والمقترح أنه كحول مهرب وعملها «عشيقتي والعائلة», والذي يصور رجل مع سيدة ترتدي فستان قصير وتجلس في احضانة. في معرضها عام 2013 في دبي كشفت عن المحرمات في مجتمع الشرق اللأوسط. حيث يمثلها جاليري أيام "Ayyam Gallery".
تقوم شروق امين بكتابة القصص القصيرة والشعر. وقامت في عام 1994 بنشر المجموعة الشعرية الكشف عن الفراشة الكويتية. وقد ظهرت كتاباتها في المجلات الادبية مثل كلمات-خرافية، النقش، حقيقة الجمال. 